# Dryopteris rosei
Dryopteris rosei là một loài dương xỉ trong họ Dryopteridaceae. Loài này được Maxon mô tả khoa học đầu tiên năm 1915.